# M le magicien
M le magicien è un fumetto realizzato in Francia nel 1968 in lingua francese per il settimanale Pif Gadget.

## Personaggi
Il protagonista è un piccolissimo mago con cilindro e mantello che vive nel suo piccolissimo castello in mezzo alla natura. Con la sua bacchetta può fare ogni tipo di magia.
Il coprotagonista è un camaleonte sempre pronto a far scattare la lingua per mangiare qualsiasi cosa, anche le vignette stesse.
A volte appaiono due piccoli marziani imbranati su un disco volante, con la fissa di conquistare la Terra.
Altri personaggi frequenti sono margherite, funghi, mosche, farfalle, api, lumache, pupazzi di neve, elefanti.

## Fine della serie
La serie termina con il n°1483 del novembre 1973. Tutte le 230 tavole sono raccolte in volume, dopo un accurato lavoro di restauro, dall’editore francese L'Association nel 2003.

## Accoglienza
Nel libro inglese Comics - A global history, 1968 to the present pubblicato nel 2014 da Thames & Hudson si legge: "M le magicien segue il classico formato delle strisce comiche dei giornali, con un piccolo gruppo di personaggi, in un ambiente quasi astratto, occupato da una serie apparentemente infinita di variazioni su alcuni conflitti di base dove la semplicità e la ripetizione diventano quasi esistenziali. Gran parte dell'umorismo deriva dalla giocosità visiva autoriflessiva con il mezzo, incluse le frequenti citazioni a Krazy Kat di Herriman".